# 1999 XW26
1999 XW26 är en asteroid i huvudbältet som upptäcktes den 6 december 1999 av LINEAR i Socorro County, New Mexico.
Asteroiden har en diameter på ungefär 8 kilometer.